# Danila Khakhalev
Bản mẫu:Eastern Slavic name
Danila Alekseyevich Khakhalev (tiếng Nga: Данила Алексеевич Хахалев; sinh ngày 23 tháng 1 năm 1997) là một cầu thủ bóng đá người Nga thi đấu cho F.K. Rotor Volgograd.

## Sự nghiệp câu lạc bộ
Anh có màn ra mắt cho đội một của F.K. Rostov vào ngày 24 tháng 9 năm 2015 trong trận đấu tại Cúp quốc gia Nga trước F.K. Tosno.
Anh có màn ra mắt tại Giải bóng đá chuyên nghiệp quốc gia Nga cho F.K. Rotor Volgograd vào ngày 21 tháng 5 năm 2017 trong trận đấu với FC Legion-Dynamo Makhachkala.